# Carl Kling
Carl Albin Kling, född 27 maj 1879 i Falun, död 19 juli 1967, var en svensk bakteriolog.
Kling blev medicine doktor vid Karolinska institutet 1910 med avhandlingen Untersuchungen über die bakterientötenden Eigenschaften der weissen Blutkörperchen. År 1911 blev han docent i serologi och immunitetslära och 1918 laborator vid Statens bakteriologiska institut. Från 1919 var Kling tillförordnad ordförande för Statens bakteriologiska laboratorium, 1924–1945 ordinarie. Han erhöll 1924 även professors titel. 
Kling erhöll sin kliniska skolning vid Stockholms epidemisjukhus, där han var underläkare 1914–1917 och arbetade med vaccination mot vattenkoppor och konvalescentserumterapin vid scharlakansfeber. Som chef för Statens bakteriologiska laboratorium ledde han med stor energi kampen mot de smittsamma sjukdomarna. Hans mest omfattande arbete här har varit studier angående smittämnet under sömnsjukan. Som exempel på Klings internationella anseende kan ses att han av Nationernas förbunds hälsovårdskommitté kallades att utreda smittvägarna vid de stora barnförlamningsepidemierna 1927 i Sachsen och Rumänien samt var medlem av Internationella vaccinkommittén. Carl Kling är begravd på Stora Tuna kyrkogård.